# Pandoroidea
Pandoroidea — надродина двостулкових молюсків підкласу Anomalosdesmata.

## Опис
Раковина сильно стиснута з боків, нерівностулкова (ліва стулка більшої величини і більше опукла, права стулка у деяких видів абсолютно плоска), перламутрова, з тонким зовнішнім призматичним шаром. Лігамент внутрішній, у борозенці за верхівками. Замкового майданчика немає. Під верхівкою на кожній стулці 1-3 пластинчастих крура. Мантійна лінія без синуса.

## Класифікація
У надродині виділяють дві родини:
- Надродина: Pandoroidea
  - Родина: Pandoridae P. Fischer, 1887
  - Родина: Lyonsiidae Rafinesque, 1815